# Homiphoca
Homiphoca — вимерлий рід тюленів з пліоцену Південної Африки.
Типовий вид Homiphoca, H. capensis, спочатку був описаний як вид дельфіноїда Prionodelphis, P. capensis. Пізніший аналіз у 1980 році показав, що P. capensis був ластоногим, а не китоподібним, що вимагало створення нового роду Homiphoca. Кладистичний аналіз визначає Homiphoca як члена Lobodontini.